# Pičman
Pičman je priimek v Sloveniji in tujini. Po podatkih Statističnega urada Republike Slovenije je na dan 1. januarja 2010 v Slovenjiji uporabljalo ta priimek 33 oseb.  

## Znani nosilci priimka
- Alenka Kham Pičman (1932—2025), slovenska slikarka, oblikovalka, grafičarka in pedagoginja
- Josef Pičman (1847—1917), češki vojaški kapelnik in skladatelj
- Josip Pičman (1904—1936), hrvaški arhitekt
- Lovro (Lovrenc) Pičman (1929—2022), slovenski fizik in matematik
- Nataša Pičman (Norma de Saint Picman) (*1963), slovenska slikarka, kiparka, grafičarka, intermedijska umetnica
- Viktorija Pičman (1890—1983), slovenska šolnica - ravnateljica šole za otroške negovalke
- Zdeněk Pičman (1933—2014), češki nogometaš